# 绿栉齿叶蒿
绿栉齿叶蒿（学名：Artemisia freyniana）为菊科蒿属的植物。分布于蒙古、俄罗斯以及中国大陆的甘肃、宁夏、黑龙江、吉林、内蒙古等地，常生于中、干河谷、低海拔地区的草原、林缘、干山坡或河岸等地，目前尚未由人工引种栽培。

## 异名
- Artemisia freyniana (Pamp.) Krasch. f. hololeuca Kitag.